# Sarah Mellouk
Sarah Mellouk, född den 21 augusti 1998, är en svensk fotbollsspelare (mittfältare) som spelar i Malmö FF. Hennes moderklubb är FC Rosengård där hon debuterade i Damallsvenskan med några enstaka matcher säsongerna 2013 och 2014. Hon fick däremot ett större genombrott i Umeå IK säsongen 2015 med 19 matcher och ett mål.  I december 2022 blev det klart att hon från 2023 spelar i Malmö FF i division 1.